# Дев'ятнін Володимир Васильович
Дев'ятнін Володимир Васильович (Девятнін; Девятін; Вед.; Д. В.; нар. 8 січня 1891, м. Вільнюс — пом. 14 вересня 1964, м. Дніпродзержинськ) — художник-графік, режисер, аніматор.

## Біографія
Старший син есперантиста Василя Дев'ятніна, що походив з дворянського роду. Навчався в Москві.
Працював у театрах України та Росії (останнє місце роботи — Дніпродзержинський драматичний театр), а також на кінофабриці ВУФКУ.
Був одним із піонерів української анімації. Публікував статті та ілюстрації в журналі «Кіно».
Художні роботи Дев'ятніна зберігаються в Дніпропетровському художньому музеї.

## Фільмографія
- «Десять» (Десять років) (1927)
- «Українізація» (1927, у співавторстві)
- «Казка про Білку-хазяєчку та Мишу-лиходієчку» (1928, аніматор)
- «Сам собі Робінзон» (1929, сценарист)
- «1905 рік у сатирі та карикатурі» (1930?)

## Публікації
- Мультиплікований фільм // Кіно. — 1927 р. — № 6 (17). — С. 3.
- Фільм про черево: («Проданий апетит») [Архівовано 5 березня 2016 у Wayback Machine.] // Кіно. — 1928 р. — № 1 (37). — С. 8-9.
- Про «Хліб» [Архівовано 5 березня 2016 у Wayback Machine.] // Кіно. — 1930 р. — № 2 (74). — С. 4.